# 日本の鉄道駅一覧 し-しも
| あ | い | う-え   | お        | か    | き | く-け |
| こ | さ | し-しも | しや-しん | す-そ | た | ち-て |
| と | な | に      | ぬ-の     | は    | ひ | ふ-ほ |
| ま | み | む-も   | や-わ行   |       |    |       |

日本の鉄道駅一覧 し-しもは、日本の鉄道駅のうち、しあ-しもで始まるものの一覧である。

## し

### しあ-しお
- 思案橋停留場（しあんばしていりゅうじょう）
- 志井駅 (JR九州)（しいえき・九州旅客鉄道日田彦山線）
- 志井駅 (北九州高速鉄道)（しいえき・北九州高速鉄道小倉線）
- 志井公園駅（しいこうえんえき）
- 志比堺駅（しいざかいえき）
- 椎柴駅（しいしばえき）
- 椎田駅（しいだえき）
- 椎津駅（しいづえき）
- 椎名町駅（しいなまちえき）
- JR淡路駅（じぇいあーるあわじえき）
- JR小倉駅（じぇいあーるおぐらえき）
- JR河内永和駅（じぇいあーるかわちえいわえき）
- JR五位堂駅（じぇいあーるごいどうえき）
- JR俊徳道駅（じぇいあーるしゅんとくみちえき）
- JR総持寺駅（じぇいあーるそうじじえき）
- JR長瀬駅（じぇいあーるながせえき）
- JR難波駅（じぇいあーるなんばえき）
- JR野江駅（じぇいあーるのええき）
- JR藤森駅（じぇいあーるふじのもりえき）
- JR松山駅前停留場（じぇいあーるまつやまえきまえていりゅうじょう）
- JR三山木駅（じぇいあーるみやまきえき）
- JA広島病院前駅（じぇいえーひろしまびょういんまええき）
- 自衛隊前駅（じえいたいまええき）
- Jヴィレッジ駅（じぇいびれっじえき）
- 汐入駅（しおいりえき・京急本線）
- 塩入駅（しおいりえき・四国旅客鉄道土讃線）
- 塩釜駅（しおがまえき）
- 塩釜口駅（しおがまぐちえき）
- 塩狩駅（しおかりえき）
- 塩川駅（しおかわえき）
- 塩郷駅（しおごうえき）
- 塩崎駅（しおざきえき）
- 塩沢駅（しおざわえき）
- 塩尻駅（しおじりえき）
- 塩田町駅（しおだまちえき）
- 四方津駅（しおつえき）
- 塩塚駅（しおつかえき）
- 汐留駅（しおどめえき）
- 塩之沢駅（しおのさわえき）
- 汐ノ宮駅（しおのみやえき）
- 塩浜駅（しおはまえき）
- 塩町駅（しおまちえき）
- 潮見駅（しおみえき）
- 汐見町駅（しおみちょうえき）
- 汐見橋駅（しおみばしえき）
- 塩屋駅 (兵庫県)（しおやえき・西日本旅客鉄道山陽本線）
- 塩屋駅 (香川県)（しおやえき・高松琴平電気鉄道志度線）
- 塩谷駅（しおやえき・北海道旅客鉄道函館本線）

### しか-しこ
- 志賀駅（しがえき）
- 鹿討駅（しかうちえき）
- 鹿家駅（しかかえき）
- 滋賀里駅（しがさとえき）
- 鹿部駅（しかべえき）
- 志賀本通駅（しがほんどおりえき）
- 飾磨駅（しかまえき）
- 信楽駅（しがらきえき）
- 紫香楽宮跡駅（しがらきぐうしえき）
- 然別駅（しかりべつえき）
- 志紀駅（しきえき・西日本旅客鉄道関西本線）
- 志木駅（しきえき・東武東上本線）
- 信貴山口駅（しぎさんぐちえき）
- 信貴山下駅（しぎさんしたえき）
- 敷地駅（しきじえき）
- 敷島駅（しきしまえき）
- 敷戸駅（しきどえき）
- 敷浪駅（しきなみえき）
- 鴫野駅（しぎのえき）
- 四季の郷駅（しきのさとえき）
- 志貴野中学校前停留場（しきのちゅうがっこうまえていりゅうじょう）
- 志久駅（しくえき）
- 寺家駅（じけえき）
- 重岡駅（しげおかえき）
- 繁藤駅（しげとうえき）
- 重富駅（しげとみえき）
- 滋野駅（しげのえき）
- 重原駅（しげはらえき）
- 重安駅（しげやすえき）
- 慈眼寺駅（じげんじえき）
- 四郷駅（しごうえき）
- 地御前駅（じごぜんえき）

### しさ-しそ
- 宍喰駅（ししくいえき）
- 宍戸駅（ししどえき）
- ししぶ駅
- 四十万駅（しじまえき）
- 志染駅（しじみえき）
- 四十九駅（しじゅくえき）
- 四所駅（ししょえき）
- 四条駅（しじょうえき）
- 四条大宮駅（しじょうおおみやえき）
- 四条畷駅（しじょうなわてえき）
- 市場前駅（しじょうまええき）
- 静駅（しずえき）
- 酒々井駅（しすいえき）
- 静岡駅（しずおかえき）
- 静岡貨物駅（しずおかかもつえき）
- 静狩駅（しずかりえき）
- 雫石駅（しずくいしえき）
- 静間駅（しずまえき）
- 志都美駅（しずみえき）
- 静和駅（しずわえき）
- 資生館小学校前停留場（しせいかんしょうがっこうまえていりゅうじょう）
- 自然園前駅（しぜんえんまええき）
- 地蔵橋駅（じぞうばしえき）
- 地蔵町駅（じぞうまちえき）

### した-しと
- 市大医学部駅（しだいいがくぶえき）
- 下段駅（しただんえき）
- 下ノ江駅（したのええき）
- 舌山駅（したやまえき）
- 自治医大駅（じちいだいえき）
- 七軒茶屋駅（しちけんぢゃやえき）
- 七条駅（しちじょうえき）
- 七道駅（しちどうえき）
- 七戸十和田駅（しちのへとわだえき）
- 七里ヶ浜駅（しちりがはまえき）
- 志津駅（しづえき）
- 尻手駅（しってえき）
- 七宝駅（しっぽうえき）
- 為栗駅（してぐりえき）
- 四天王寺前夕陽ヶ丘駅（してんのうじまえゆうひがおかえき）
- 志度駅（しどえき）
- 自動車学校前駅（じどうしゃがっこうまええき）

### しな-しの
- 地名駅（じなえき）
- 品井沼駅（しないぬまえき）
- 品川駅（しながわえき）
- 品川シーサイド駅（しながわシーサイドえき）
- 信濃浅野駅（しなのあさのえき）
- 信濃荒井駅（しなのあらいえき）
- 信濃追分駅（しなのおいわけえき）
- 信濃大町駅（しなのおおまちえき）
- 信濃川上駅（しなのかわかみえき）
- 信濃川島駅（しなのかわしまえき）
- 信濃木崎駅（しなのきざきえき）
- 信濃国分寺駅（しなのこくぶんじえき）
- 信濃境駅（しなのさかいえき）
- 信濃白鳥駅（しなのしらとりえき）
- 信濃平駅（しなのたいらえき）
- 信濃竹原駅（しなのたけはらえき）
- 信濃常盤駅（しなのときわえき）
- 信濃町駅（しなのまちえき）
- 信濃松川駅（しなのまつかわえき）
- 信濃森上駅（しなのもりうええき）
- 信濃吉田駅（しなのよしだえき）
- 篠崎駅（しのざきえき）
- 信太山駅（しのだやまえき）
- 篠塚駅（しのづかえき）
- 篠ノ井駅（しののいえき）
- 東雲駅 (東京都)（しののめえき・東京臨海高速鉄道りんかい線）
- 東雲駅 (京都府)（しののめえき・京都丹後鉄道宮津線）
- 篠原駅 (滋賀県)（しのはらえき・西日本旅客鉄道東海道本線）
- 篠原停留場（しのはらていりゅうじょう・とさでん交通後免線）
- 忍ケ丘駅（しのぶがおかえき）
- 四宮駅（しのみやえき）
- 篠目駅（しのめえき）
- 篠路駅（しのろえき）

### しは-しほ
- 芝浦ふ頭駅（しばうらふとうえき）
- 芝川駅（しばかわえき）
- 芝公園駅（しばこうえんえき）
- 柴崎駅（しばさきえき）
- 柴崎体育館駅（しばさきたいいくかんえき）
- 柴宿駅（しばじゅくえき）
- 柴田駅（しばたえき・名古屋鉄道常滑線）
- 新発田駅（しばたえき・東日本旅客鉄道羽越本線・白新線）
- 柴橋駅（しばはしえき）
- 柴原阪大前駅（しばはらはんだいまええき）
- 柴平駅（しばひらえき）
- 柴又駅（しばまたえき）
- 柴山駅（しばやまえき）
- 芝山千代田駅（しばやまちよだえき）
- 渋川駅（しぶかわえき）
- 渋木駅（しぶきえき）
- 地福駅（じふくえき）
- 渋沢駅（しぶさわえき）
- 志布志駅（しぶしえき）
- 渋民駅（しぶたみえき）
- 渋谷駅（しぶやえき）
- 志文駅（しぶんえき）
- 標茶駅（しべちゃえき）
- 士別駅（しべつえき）

### しま-しも
- 志摩赤崎駅（しまあかさきえき）
- 志摩磯部駅（しまいそべえき）
- 島氏永駅（しまうじながえき）
- 島内駅（しまうちえき）
- 島尾駅（しまおえき）
- 島ケ原駅（しまがはらえき）
- 志摩神明駅（しましんめいえき）
- 島田駅 (山口県)（しまたえき・西日本旅客鉄道山陽本線）
- 島田駅 (静岡県)（しまだえき・東海旅客鉄道東海道本線）
- 島高松駅（しまたかまつえき）
- 島越駅（しまのこしえき）
- 島ノ関駅（しまのせきえき）
- 島原駅（しまばらえき）
- 島原港駅（しまばらこうえき）
- 島原船津駅（しまばらふなつえき）
- 島松駅（しままつえき）
- 島本駅（しまもとえき）
- 志摩横山駅（しまよこやまえき）
- 清水駅 (静岡県)（しみずえき・東海旅客鉄道東海道本線）
- 清水駅 (愛知県)（しみずえき・名古屋鉄道瀬戸線）
- 清水駅 (大阪府)（しみずえき・大阪メトロ今里筋線）
- 冷水浦駅（しみずうらえき）
- 清水川駅（しみずがわえき）
- 清水公園駅（しみずこうえんえき）
- 清水原駅（しみずはらえき）
- 清水町停留場（しみずまちていりゅうじょう）
- 市民公園前駅（しみんこうえんまええき）
- 市民病院前停留場（しみんびょういんまえていりゅうじょう・万葉線高岡軌道線）
- 市民広場駅（しみんひろばえき）
- 占冠駅（しむかっぷえき）
- 志村坂上駅（しむらさかうええき）
- 志村三丁目駅（しむらさんちょうめえき）
- 志茂駅（しもえき）
- 下赤塚駅（しもあかつかえき）
- 下麻生駅（しもあそうえき）
- 下天津駅（しもあまづえき）
- 下飯田駅（しもいいだえき）
- 下井草駅（しもいぐさえき）
- 下井阪駅（しもいさかえき）
- 下泉駅（しもいずみえき）
- 下伊田駅（しもいたえき）
- 下板橋駅（しもいたばしえき）
- 下市駅（しもいちえき）
- 下市口駅（しもいちぐちえき）
- 下市田駅（しもいちだえき）
- 下今市駅（しもいまいちえき）
- 下総神崎駅（しもうさこうざきえき）
- 下総橘駅（しもうさたちばなえき）
- 下総豊里駅（しもうさとよさとえき）
- 下総中山駅（しもうさなかやまえき）
- 下総松崎駅（しもうさまんざきえき）
- 下浦駅（しもうらえき）
- 下宇和駅（しもうわえき）
- 下大利駅（しもおおりえき）
- 下小川駅（しもおがわえき）
- 下奥井駅（しもおくいえき）
- 下小田井駅（しもおたいえき）
- 下落合駅（しもおちあいえき）
- 下鴨生駅（しもかもおえき）
- 下川合駅（しもかわいえき）
- 下川沿駅（しもかわぞいえき）
- 下川辺駅（しもかわべえき）
- 下祇園駅（しもぎおんえき）
- 下北駅（しもきたえき）
- 下北沢駅（しもきたざわえき）
- 下切駅（しもぎりえき）
- 甚目寺駅（じもくじえき）
- 下久野駅（しもくのえき）
- 下府駅（しもこうえき）
- 下郡駅（しもごおりえき）
- 下古沢駅（しもこさわえき）
- 下小代駅（しもごしろえき）
- 下狛駅（しもこまえき）
- 下里駅（しもさとえき）
- 下地駅（しもじえき）
- 下志比駅（しもしいえき）
- 下島駅 (長野県伊那市)（しもじまえき・東海旅客鉄道飯田線）
- 下島駅 (長野県松本市)（しもじまえき・アルピコ交通上高地線）
- 下新庄駅（しもしんじょうえき）
- 下新田駅（しもしんでんえき）
- 下神明駅（しもしんめいえき）
- 下菅谷駅（しもすがやえき）
- 下諏訪駅（しもすわえき）
- 下曽我駅（しもそがえき）
- 下曽根駅（しもそねえき）
- 下田駅（しもだえき）
- 下平駅（しもだいらえき）
- 下高井戸駅（しもたかいどえき）
- 下滝駅（しもたきえき）
- 下館駅（しもだてえき）
- 下館二高前駅（しもだてにこうまええき）
- 下津駅（しもつえき）
- 下野大沢駅（しもつけおおさわえき）
- 下野花岡駅（しもつけはなおかえき）
- 下妻駅（しもつまえき）
- 下土狩駅（しもとがりえき）
- 下永谷駅（しもながやえき）
- 下灘駅（しもなだえき）
- 下新駅（しもにいえき）
- 下仁田駅（しもにたえき）
- 下沼駅（しもぬまえき）
- 下之郷駅（しものごうえき）
- 下庄駅（しものしょうえき）
- 下野代駅（しものしろえき）
- 下関駅（しものせきえき）
- 下野宮駅（しものみやえき）
- 下浜駅（しもはまえき）
- 下兵庫駅（しもひょうごえき）
- 下兵庫こうふく駅（しもひょうごこうふくえき）
- 下深谷駅（しもふかやえき）
- 下深川駅（しもふかわえき）
- 下部温泉駅（しもべおんせんえき）
- 下北条駅（しもほうじょうえき）
- 下松駅 (大阪府)（しもまつえき・西日本旅客鉄道阪和線）
- 下丸子駅（しもまるこえき）
- 下溝駅（しもみぞえき）
- 下夜久野駅（しもやくのえき）
- 下山駅 (京都府)（しもやまえき・西日本旅客鉄道山陰本線）
- 下山駅 (高知県)（しもやまえき・土佐くろしお鉄道阿佐線）
- 下山口駅（しもやまぐちえき）
- 下山門駅（しもやまとえき）
- 下山村駅（しもやまむらえき）
- 下油井駅（しもゆいえき）
- 下唯野駅（しもゆいのえき）
- 下湯沢駅（しもゆざわえき）
- 下吉田駅（しもよしだえき）
- 下和知駅（しもわちえき）

しや-しんで始まる駅は日本の鉄道駅一覧 しや-しん参照。